# 廣瀬俊朗
廣瀬 俊朗（ひろせ としあき、1981年10月17日 - ）は、日本の元ラグビーユニオン選手。15人制日本代表（以下、日本代表）キャプテン及び、7人制日本代表（以下、セブンズ代表）。株式会社HiRAKU代表取締役。2024年10月1日から日本車いすラグビー連盟の副理事長を務める。
高校、大学ともにラグビー部主将で、高校日本代表、U19日本代表を歴任し、東芝ブレイブルーパス、日本代表でもキャプテンと、強いキャプテンシーを持つ。大阪府吹田市生まれで、同府豊中市育ち。2018年3月より藤沢市在住。2020年10月から2024年3月まで日本テレビ系ニュース番組『news zero』に木曜パートナーとして出演した。

## 来歴

### 学生時代
5歳のとき、吹田ラグビースクールでラグビーを始め、小学校、中学校時代も同スクールに在籍。北野高校ラグビー部ではキャプテンに、慶應義塾大学理工学部機械工学科へ推薦入学しラグビー部でも主将に就任した。

### 東芝ブレイブルーパスに入団
東芝ブレイブルーパスに入団し2年目以降レギュラーに定着し、チームのトップリーグ三連覇に貢献。2007年から2009年度までの間は主将を務める。トップリーグ四連覇が懸かった主将初年度の2007年度はプレーオフセミファイナルで三洋電機に競り負け四連覇を逃すも翌2008年度からの2シーズンはチームを2度目のトップリーグ連覇に導く。特に主将2シーズン目の2008年度はシーズン中に発覚したチーム内外国人選手による不祥事の責任を取り当時の瀬川智広監督がシーズン終盤に謹慎するという苦境下での事だった。また同シーズンのマイクロソフトカップ（トップリーグプレーオフトーナメント）ではMVPに選出される。
2007年に日本代表に選出され、同年の香港戦で初キャップを得た。しかしその後、エディージョーンズが代表監督に就任する2012年まで暫く日本代表に選出されなかった。ジャパンラグビートップリーグ2015-16シーズン終了後の2016年3月に現役引退を表明。

### 東芝ブレイブルーパスを退団後
2017年度から18年度まで東芝のバックスコーチを務める。
2017年5月9日、ラグビーワールドカップ2019組織委員会から、ラグビーワールドカップ2019アンバサダーに任命される。
2019年7月7日よりスタートしたTBS系ドラマ『ノーサイド・ゲーム』出演。主要登場人物の浜畑譲を演じ、2019年7月-9月度ザテレビジョンドラマアカデミー賞で、ザテレビジョン特別賞を受賞した。
また同年ミュージシャンの村田匠、歌手の田中美里と共に「スクラム・ユニゾン」を結成。世界１９ヵ国から来る選手やファンを「国歌を歌っておもてなしする」をモットーにラグビー日本代表の試合会場や各種メディア、PV会場等のイベント会場においてワールド杯出場国の国歌（ラグビーアンセム）を覚え歌う事を軸として日本開催のラグビーワールドカップを盛り上げる活動を行った。
2023年5月20日から11月20日まで、同年秋開催のラグビーワールドカップ2023において、日本ラグビーフットボール協会から「ラグビー日本代表応援サポーター」の1人に任命される。
2024年6月1日から、15人制男子日本代表のチームディレクター補佐に就任し、リーダーシップ育成などを担当した。
2024年6月15日、一般社団法人 日本車いすラグビー連盟の理事に就任。

### 年表
- 1986年：吹田ラグビースクールへ通い始める
- 2004年：東芝ブレイブルーパスに入団(東芝に入社)
- 2009年：結婚
- 2015年：ラグビーワールドカップ イングランド大会メンバー（強豪南アフリカに歴史的な勝利を収める）
- 2016年：ラグビー引退、ビジネス・ブレークスルー大学大学院 経営学研究科 経営管理専攻に入学
- 2017年、ラグビーワールドカップ2019アンバサダーに就任[18]。
- 2019年3月：東芝を退社し、株式会社HiRAKUを設立。TBS「ノーサイド・ゲーム」浜畑譲役で出演 ビジネス・ブレークスルー大学大学院 経営学修士(MBA)[19]取得しビジネス・ブレークスルー アスリートアンバサダーに就任[20]
- 2020年10月：男子プロバスケットボール「B.LEAGUE」応援キャプテンに就任[21]。日本テレビ系ニュース番組『news zero』に木曜パートナーとして、2023年3月28日まで出演。
- 2024年6月1日：日本ラグビーフットボール協会において、15人制男子日本代表のチームディレクター補佐（リーダーシップ担当）。
- 2024年10月1日：日本車いすラグビー連盟の副理事長に就任[1]。

## 親族
弟・康二はフランスのミシュラン一つ星で修行した、「プルミエ レタージュ」（東京・吉祥寺）シェフをしていて、TBSテレビぴったんこカン・カンで共演。長女・長男の2児の父。

## ラグビー選手

### プロフィール
- ポジションはウイング(WTB)、スタンドオフ(SO)。
- 身長 173cm、体重 80kg
- 日本代表キャップ(日本代表として試合に出た数)は 28。（最終出場：2015年8月）
- ニックネームは Toshi。

### 日本代表キャプテン
2012年3月19日、5年ぶりに日本代表選手に選出され、また、新たに同チームのヘッドコーチに就任したエディー・ジョーンズから、主将に任命された。在任中は、エディージョーンズの厳しい練習を全員に率先させるなどの功績もあり、秩父宮ラグビー場でウェールズとのテストマッチで金星を上げるなど貢献した。
2015年、ラグビーワールドカップ2015の日本代表に選ばれるも「スタメンを保証できない選手にキャプテンは任せられない」との理由で主将を解任。ひどく落ち込んだが、チームのために自分に何ができるのかを考えた末、相手国の動きを徹底研究し共有するなど自らできることを開始。また自主的に関係者700人からのエールVTRを制作し、南アフリカ戦前に控え室で上映した。大会では一度もベンチ入りを果たせなかったものの、チーム団結を促し勝利に貢献した。

### キャプテン会議
高校、大学、東芝、日本代表のキャプテンを経験しており、エディー・ジョーンズからも「自分がラグビー界で経験した中で、ナンバーワンのキャプテンだ」と言われるほど、キャプテンシーに優れている。そんな存在であるからこそ、トップリーグ各チームのキャプテンを集め、キャプテン会議を設立した。加盟する全16チームのキャプテン、またはそれに準ずる選手で編成され、チーム間のコミュニケーションを促進して情報共有をすること、選手自身がトップリーグやラグビー界の発展のため、競技の普及活動やリーグ戦の来場促進、ピッチ外での社会貢献活動などに取り組むことを目的としている。

### ラグビー選手会
ラグビー日本代表の選手を中心とした日本ラグビーフットボール選手会が2016年度初めに発足させ、廣瀬とサントリー小野晃征らが発起人。日本ラグビー界初の試みで、選手をまとめて協会とも協力する組織で、日本代表をはじめとする選手の処遇改善に貢献した。発足の発端はエディージョーンズらが指摘した、ラグビー協会との話合いを通じて、ラグビー人気を盛り上げるという発想からだと言われている。

## 著書
- 『なんのために勝つのか。ラグビー日本代表を結束させたリーダーシップ論』（東洋館出版社）2015年12月刊
- 『ラグビー知的観戦のすすめ』（角川新書）新書 2019年9月刊
- 『相談される力 誰もに居場所をつくる55の考え』（光文社）
- 『ぼくラは ばラばラ』監修 （ロクリン社）

## 出演

### 報道番組
- 『news zero』（2020年10月1日 - 2024年3月28日、日本テレビ）
  - 木曜パートナー

### 映画
- 『ブライトン・ミラクル』（2019年） - 本人役（インタビュー部分）

### テレビドラマ
- 日曜劇場『ノーサイド・ゲーム』（TBSテレビ、2019年7月7日 - 9月15日） - 浜畑譲 役[26]

### ウェブ番組
- ケンコバのラグビー金曜TheNIGHT（2020年7月11日 - 8月7日、ABEMA） - 解説[27]